# 22 septembre 1948
Le mercredi 22 septembre 1948 est le 266e jour de l'année 1948.

## Naissances
- Éric Bouad, musicien français
- Bob Beauprez, politicien américain
- Dan O'Meara, intellectuel et professeur universitaire québécois d'origine sud-africaine
- François Coquery, cycliste français
- François Kersaudy, historien français
- Jan Walc (mort le 10 février 1993), historien de la littérature polonais
- Jean-Pierre Viel, personnalité du monde des courses hippiques
- Jim Byrnes, acteur américain
- Jorge Verstrynge Rojas, homme politique espagnol
- Mark Phillips, cavalier de concours complet d'équitation
- Neftalí Rivera (mort le 23 décembre 2017), joueur de basket-ball portoricain
- Tomasz Tybinkowski (mort le 15 février 2007), joueur de basket-ball polonais

## Décès
- Adalbert de Prusse (né le 14 juillet 1884), prince de Prusse
- Florence Augusta Merriam Bailey (née le 8 août 1863), ornithologiste américaine
- Paul Roos (né le 30 octobre 1880), joueur de rugby